# توت معجزه‌آسا
توت معجزه آسا یا توت سرندی پیتی آفریقایی (نام علمی: Thaumatococcus daniellii (بیان: تاوماتوکوککوس دنییللی) نام گیاه گلداری است که در غرب آفریقا (مناطقی چون جمهوری دموکراتیک کنگو و سیرالئون) یافت می‌شود و منبع توماتین نوعی پروتئین‌های مرتبط با بیماریزایی بسیار شیرین می‌باشد که برای تولید جایگزین‌های شکر مورد استفاده قرار می‌گیرد. بیشتر این توماتین در زمین‌ساقه یا ریزوم گیاه ذخیره شده است. در سالهای اخیر این گیاه به عنوان یکی از گونه‌های معرفی شده در مناطقی چون استرالیا و سنگاپور نیز کشت می‌گردد. توت معجزه آسا تا ارتفاع ۳ تا ۴ متری رشد می‌کند و برگ‌های بزرگ کاغذ مانندی دارد که تا طول ۴۶ سانتی‌متر نیز می‌رسند. همچنین در زمان ویژه‌ای از سال گل‌های بنفش کم رنگی و میوه‌های نرم حاوی چند دانه سیاه براق از این گیاه می‌رویند. برگ‌های این گیاه به دلیل خواص درمانی توسط مردم بومی منطقه به عنوان دارو و ترکیبی در غذاها استفاده می‌شوند و دمبرگ‌های این برگه‌ها به دلیل استحکام بالایشان در ساخت ابزار گوناگون توسط بومیان منطقه مورد استفاده قرار می‌گیرند.
به هنگام تحقیقاتی در دانشگاه علوم زیستی ورشو ژن‌هایی از گیاه توت معجزه آسا به خیار منتقل شدند که سبب رشد خیارهایی با طمع شیرینتر می‌شوند.